# Antoine Marie Philippe Asinari de Saint-Marsan
Antoine Marie Philippe Asinari de Saint-Marsan, marquis savoyard puis comte de l'Empire, né le 10 décembre 1761 à Turin, mort le 19 juillet 1828 à Asti, est un administrateur et homme politique italien, sous la révolution française et le Premier Empire.

## Biographie
Il nait à Turin le 10 décembre 1761 dans une ancienne famille, originaire du Languedoc. Son père est gouverneur de la capitale du Piémont.
Après avoir reçu son éducation de son aïeul qui avait lui-même occupé de hauts emplois tant à l'armée qu'à la cour, il est envoyé à l'université de Pise. Il y obtient le grand prix d'éloquence latine. 
Il revient à Turin et entre au bureau des affaires étrangères, où il obtient un avancement rapide. Envoyé à Vienne au commencement de la guerre entre la France et la Sardaigne, pour concerter avec l'empereur le plan de la campagne, il n'a point à se louer du ministère autrichien et fait tendre alors ses efforts à un arrangement avec les français. Bonaparte apprécie alors ce négociateur piémontais et lui promet de refuser sa protection au parti révolutionnaire et d'engager le Directoire à conclure un traité d'alliance avec le roi de Sardaigne. Mais le Directoire rejette cette combinaison. 
Nommé à cette époque ministre de la Guerre et de la marine à Turin, Saint-Marsan doit signer le 28 juin 1798 la convention par laquelle la ville et la citadelle de Turin sont rendues aux troupes commandées par le général Brune. 
En 1809, après la réunion du Piémont à la France, Saint-Marsan est nommé par Napoléon, qui se souvient de lui, ministre plénipotentiaire à Berlin. Il reçoit le titre d'ambassadeur en 1813. 
Le 5 avril 1813, il entre au Sénat conservateur.  Il use de toute son influence pour tenter de retenir le roi de Prusse dans l'alliance française, mais les évènements se précipitent et le roi se joint à la Sixième Coalition.
Après l'entrée des alliés en France, Saint-Marsan est chargé par eux de présider le gouvernement provisoire établi à Turin en attendant l'arrivée du roi de Sardaigne. Celui-ci le nomme ministre de la Guerre, et l'envoie au Congrès de Vienne, où il fait déterminer les frontières du Piémont et incorporer l'État de Gênes au royaume de Sardaigne. De retour à Turin, il reçoit le portefeuille des affaires étrangères, qu'il quitte en 1817 pour reprendre à nouveau celui de la guerre mais qu'il reprend finalement l'année suivante avec la présidence du conseil. 
En 1820, il est envoyé au Congrès de Laybach et à son retour en 1821, il trouve le Piémont en pleine révolution. Victor-Emmanuel ayant abdiqué en faveur de son frère, Saint-Marsan donne sa démission et se retire dans une de ses propriétés près d'Asti. Il y meurt à 66 ans le 19 juillet 1828.

## Sources
- Notice succincte de sa carrière en tant que conseiller d'état
- « Saint-Marsan (Antoine-Marie-Philippe Asinari, marquis de) », dans Louis-Gabriel Michaud, Biographie universelle ancienne et moderne : histoire par ordre alphabétique de la vie publique et privée de tous les hommes avec la collaboration de plus de 300 savants et littérateurs français ou étrangers, 2e édition, 1843-1865 [détail de l’édition]
- « Antoine Marie Philippe Asinari de Saint-Marsan », dans Adolphe Robert et Gaston Cougny, Dictionnaire des parlementaires français, Edgar Bourloton, 1889-1891 [détail de l’édition]